# Manternach vasútállomás
Manternach vasútállomás Luxemburgban, Manternach településen található.

## Vasútvonalak
Az állomást az alábbi vasútvonalak érintik:
- Luxemburg–Wasserbillig-vasútvonal

## Kapcsolódó állomások
A vasútállomáshoz az alábbi állomások vannak a legközelebb:
- Wecker vasútállomás
- Mertert vasútállomás